# جوك ويست
جوك ويست (بالإنجليزية: Jock West)‏ كان متسابق دراجات نارية إنجليزي. نافس في سباقات بطولة العالم لفئة 500 سي سي. كما شارك في كأس جزيرة مان السياحية.